# J. Pohlig (továrna)
J. Pohlig (továrna) - byla firma vyrábějící lanové dráhy v Kolíně nad Rýnem, v místní části Zollstock.

## Zakladatel
Julius Pohlig (17. října 1842, Oberschmitte (Leichlingen) - 30. ledna 1916, Kolín nad Rýnem) založil v roce 1874 firmu J. Pohlig, která vyráběla lanové dráhy. V roce 1890 přenesl svou firmu do Kolína nad Rýnem. V roce 1892 provedl Julius Pohlig významnou akvizici, když zakoupil část vídeňské firmy Teobald Obach. Tato firma realizovala velké projekty lanových drah, například nákladní lanovou dráhu pro železárny v Hunedoara v Rumunsku, dlouhou 30,5 kilometrů.
Součástí akvizice bylo i zakoupení patentů Theodora Otty. Firma tak byla jediným „koncesionářem" lanovek systému Otto. V inzerátech byly lanové dráhy vyráběné firmou J. Pohlig prezentovány jako Ottovy lanové dráhy (Otto´scher Drahtseilbahnen). Jednalo se o lanovky, které měly dvě lana: nosné a tažné. Po nosném laně, které je pevně uchyceno na ocelových stožárech se odvalují kolečka zavěšeného vozíku. Pohyb vozíku je způsoben tahem tažného lana. Tažné lano bylo k vozíku připevněno zařízením, které umožňovalo jeho odepnutí.
V roce 1894 postavil Julius Pohlig novou továrnu v Kolíně nad Rýnem.

## Akciová společnost
Od 1. července 1899 byla firma akciovou společností. V roce 1903 Julius Pohlig společnost opouští, ve společnosti zůstává jeho syn Julius Pohlig junior. Továrna J. Pohlig A.G. v Kolíně nad Rýnem (Zollstock) byla rozšířena v roce 1911 podle projektu architekta Petera Gaertnera (11. říjen 1863, Kolín nad Rýnem - 17. ledna1932, Kolín nad Rýnem). Zde se vyráběly mechanické části lanovek a nakládacích systémů. V továrně v Brühlu u Kolína nad Rýnem se vyráběly především železné konstrukce. V roce 1912 byly vystavěny ubytovny pro dělníky podle návrhu stejného architekta.
Součástí akvizice firmy Theobald Obach nebyla divize výroby lan. Firma proto spolupracovala s výrobcem lan Felten & Guilleaume Carlswerk AG., který v roce 1929 získal většinu akcií J. Pohlig, A. G.
Největším konkurentem firmy J. Pohlig nejen na domácím trhu, ale i v Evropě byly firma Adolf Bleichert & Co., Fabrik für Drahtseilbahnen, Lipsko. Po 2. světové válce zůstal výrobní areál firmy Adolf Bleichert v sovětské okupační zóně. Firma byla přesunuta v roce 1946 do Kolína nad Rýnem s novým názvem Bleichert Transportanlagen GmbH.
Firma Felten & Guilleaume, která od roku 1933 vlastnila firmu J. Pohlig, vytvořila v roce 1962 společnost PHB Pohlig-Heckel-Bleichert Vereinigte Maschinenfabriken AG, Kolín nad Rýnem, do které začlenila také firmu Bleichert Transportanlagen a firmu Gesellschaft für Förderanlagen Ernst Heckel.

## Rakousko
V roce 1922 byla založena firma Förderanlagen Bau- und Betriebs - Aktiengesellschaft (Fabbag) V roce 1929 byly zveřejněny informace, že ve společnosti je kapitálově zapojena firma J. Pohlig z Kolína nad Rýnem.
Na valné hromadě společníků dne 29. listopadu 1929 bylo rozhodnuto o zrušení společnosti J. Pohlig Gesellschaft m. b. H. sloučením s „Fabbag“ Förderanlagen-Bau-und Betriebs-Aktiengesellschaft.
Na valné hromadě společníků dne 29. listopadu 1929 bylo rozhodnuto o změně názvu na Pohlig Seilbahn und Förderanlagen A. G.
Adresa v roce 1938: Wien V. Hamburgerstrasse 10; adresa v roce 1949: Wien III. Gerlgasse 2 V inzerátech firma zdůrazňuje, že je nejstarší společností zabývajících se stavbou lanovek v Rakousku a uvádí datum založení rok 1871.
V českých zemích byla firma zastoupena kanceláří v Praze XVI., Nádražní č.p. 2238

## Výrobní program
Firma Pohlig inzerovala 1500 instalovaných zařízení do roku 1905 a 2000 různých zařízení do roku 1916 více než 2000 zařízení.

### Lanové dráhy nákladní
Výroba lanových drah prožívala na konci 19. století rozmach vyvolaný potřebou dopravy uhlí, rud a nerostů z těžko přístupných lokalit. Němečtí výrobci včetně firmy J. Pohlig se prosadili po celém světě.
Na Slovensku vybudovala firma lanovku pro Herdadthaler Ungarische Eiseindustrie ve městě Krompachy o délce 4 500 metrů.
Na jaře 1906 vyprojektovala firma lanovku pro firmu "The Foldal Copper & Sulphur Co. Ltd." v Norsku o délce 34 170 metrů. Byla testována v prosinci 1906 a do pravidelného provozu byla uvedena od 30. ledna 1907. Lanová dráha se skládala z asi 333 různě vysokých kozlíků, na laně bylo celkem více než 800 nádob s nosností 330-350 kilogramů. Cestu do Alvdalu a zpět na vykládku ve Folldalu vozíky urazily za cca 7 hodin. Lanovka měla kapacitu přes 300 tun za osmihodinovou směnu.
V roce 1912 postavila firma lanovku pro „Société Anonyme Les Transports de Savone“ z přístavu Savona k železniční stanici S. Giuseppe v délce 16 700 metrů. Tato lanovka překonává výškový rozdíl 500 m mezi nakládací a vykládací stanicí. Byla dimenzována na roční výkon 1 200 000 tun, k čemuž dopomohlo i vybavení pojezdu vozíku čtyřmi koly, které rozložily náklad bez rizika opotřebení nosného lana.
Firma nabízela výměnu pojezdové části se čtyřmi koly i na starší lanovky.
Pro ochranu před materiálem, který se uvolnil z jedoucího vozíku lanovky byl zkonstruován ochranný most pro visuté lanové dráhy, číslo patentu 30 237.

### Lanové dráhy osobní
Provozní bezpečnost lanovek J. Pohlig byla na takové úrovni, že bylo možné stavět i lanové dráhy pro dopravu osob. Třetí lanovkou pro dopravu osob na světě byla lanovka na Homoli cukru v Rio de Janeiru, Výroba této lanovky byla pro firmu J. Pohlig prestižní záležitost. Dne 18. ledna 1913 byl dokončen druhý úsek. Za prvních 5 měsíců přepravila lanovka přes 30 000 osob.

### Zařízení pro překládání hmot
Mnohá průmyslová zařízení používají konstrukční prvky, z kterých jsou sestaveny lanové dráhy: lana a ocelové konstrukce. Proto firma J. Pohlig nabízela vysokopecní výtahy, které dopravovaly v nádobách až 10 tun vsázky do vysoké pece. Systém vylučoval únik plynů z uzávěru vysoké pece. Šikmé výtahy byly instalovány v závodě Gutehoffnungshütte v Oberhausenu. Řešení bylo chráněno patentem číslo 7029.
Dalším produktem firmy byly nakládací rampy vybavené samočinnými drapáky (Selbstgräper) Drapáky byly zdokonalovány; patentované řešení umožnilo nabírání kusovitého materiálu.
Problém vykládání vagónů vyřešila firma konstrukcí sklápěče vagónů. Sklápěče vozů Pohlig se od všech ostatních sklápěcích systémů liší tím, že nemají plošinu, ale vozy se do sklápěcí polohy sklápí vytahováním na šikmou dráhu. Tyto sklápěče mají velkou výhodu v tom, že je lze umístit na jakoukoli železniční trať a lze po ní i přemisťovat; takže nevyžadují vůbec žádné základy. Nejnovější aplikace tohoto systému - tzv. vysokoobloukový sklápěč - má nakloněnou dráhu, která je tak vysoká, že lze na spodní konstrukci připevnit plnicí část. Po vyprázdnění vagónů je materiál v takové výšce, že jej lze narážet přímo do železničních vagónů nebo do podobných prostředků.